# ألبرت ريباك
ألبرت ريباك (الروسية: Рыбак, Альберт Владимирович) هو لاعب كرة قدم ومدرب كرة قدم بيلاروسي، ولد في 16 مايو 1973 في غرودنو في بيلاروس.